# Rhamnusium bicolor
Rhamnusium bicolor là một loài bọ cánh cứng trong họ Cerambycidae.

## Hình ảnh

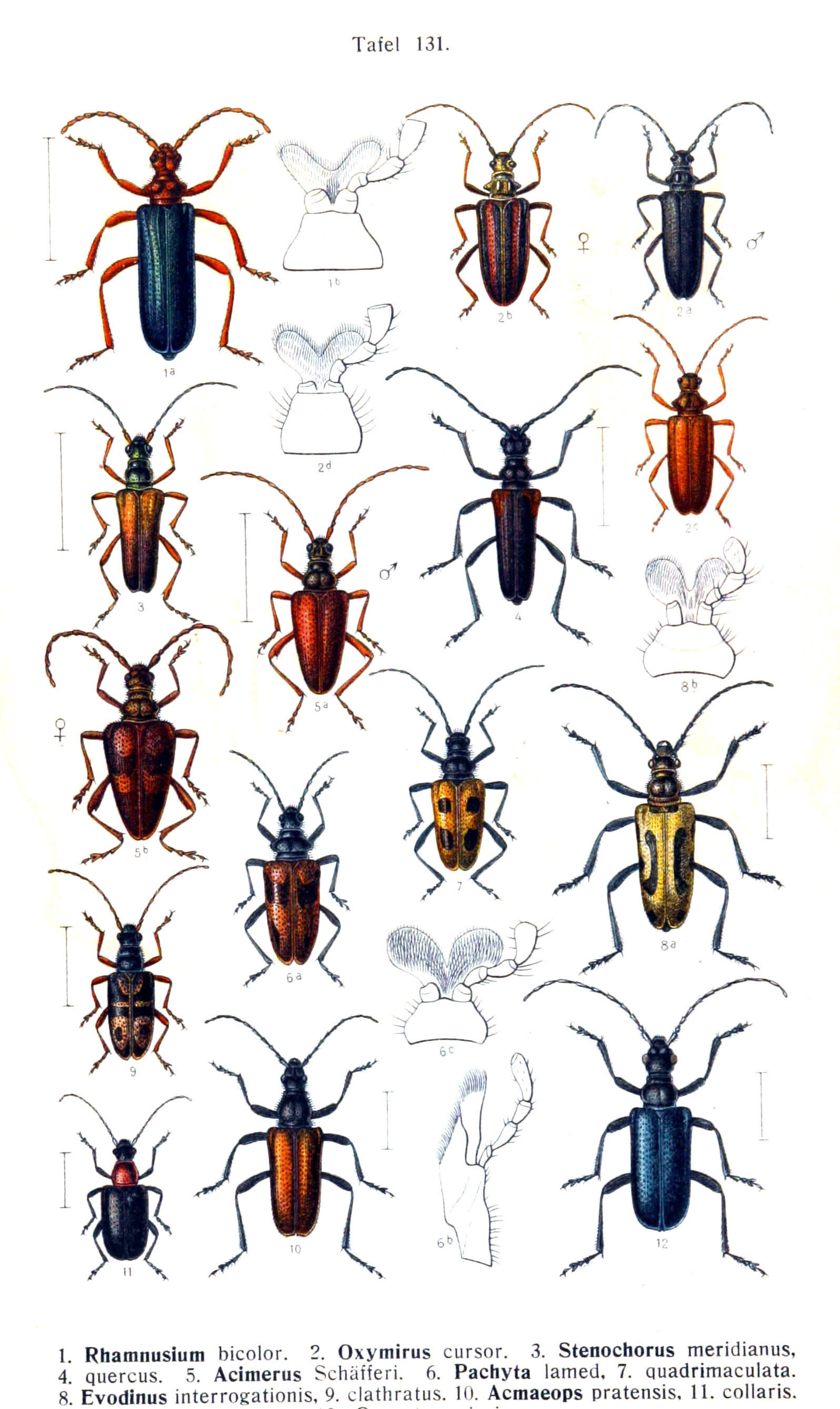
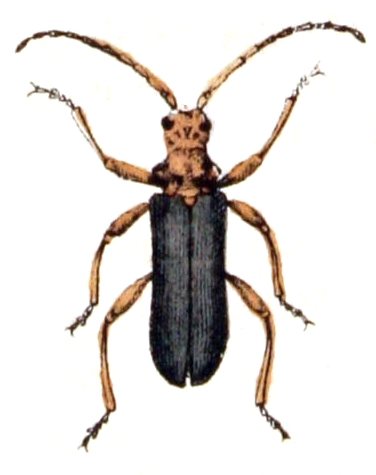